# Металогенія Африки
Металогенія Африки
Відповідно до особливостей геол. будови Африки на її території розвинені родов. корисних копалин головних металогенічних епох: архейської, протерозойської, палеозойської і мезозой-кайнозойської.
Родовища архейської епохи зосереджені в Зах., Центр. і Півд. мегаблоках фундаменту А., пов'язані з породами базальтового і гранітного рядів. До базальтоїдів належать древні родов. золотих, хромових, нікелевих, платинових руд, а також азбесту. З гранітоїдами пов'язані найдревніші пегматити з літієвими і берилієвими рудами.
Протерозой. Значно більш різноманітна і економічно істотніша протерозойська металогенія. У цей час сформувалися три гол. групи род-щ: постмагматич. гранітоїдні родов. уранових (Россінг), золотомідних (Окіп), поліметалічних (Цумеб) руд, а також протерозойських рідкісно-метальних пегматитів А.; магматич. родов. базальтоїдного ряду, асоційовані з розшарованими інтрузивами періоду протерозойської активізації архейської платформи найбільш яскраво виражені в Бушвелдському комплексі ПАР і та Великій дайці Зімбабве з родов. хромових руд, титано-магнетитів, нікелю і платиноїдів; стратиформні родов. залізистих кварцитів, пластових тіл мідних, кобальтових і уранових руд відомого мідного поясу Центр. А. і рудоносних конґломератів Вітватерсранда в ПАР з їх великими запасами золота і урану.

Палеозойська металогенічна епоха характеризується послабленням процесів формування родов. к.к. У цей час в породах палеозойського платформного чохла і геосинкліналях Півн. А. виникають незначні стратиформні родов. свинцево-цинкових руд Атласу, а також родов. нафти і газу Сахаро-Середземноморського нафтогазового бас., Алжиро-Лівійського бас. і бас. Суецької затоки.
Мезозой-кайнозойська металогенічна епоха виявилася в А. в утворенні геосинклінальних родов. Атласу, представлених рудами свинцю, цинку і ртуті, і у виникненні родов., пов'язаних з виявом мезозой-кайнозойської тектономагматич. активізації Африк. платформи; до них належать алмазоносні кімберліти і рідкіснометалічні карбонатити, а також платобазальтові поля трапів з латеритовими бокситами. В цей же час виникли осадові родов. Аравійсько-Африканської фосфоритоносної провінції, а також великі родов. нафти і газу Півн., Схід. і Зах. А.